# FTR Moto
FTR Moto Ltd fue un componente de motos británica y fabricante de chasis. El nombre era un acrónimo de Fabrication Techniques Racing Motorcycles.

## Historia
La compañía fue fundada en 1994 como Fabrication Técnicas por Steve Bones y en 1995 ayudó Kenny Roberts y TWR para construir el chasis de su Modenas KR3 (después conocido como Protón KR3). La firma suministró varios equipos en Campeonato Mundial de Motociclismo y Campeonato Mundial de Superbikes y en 2001 contribuyó en el chasis del Petronas FP1.

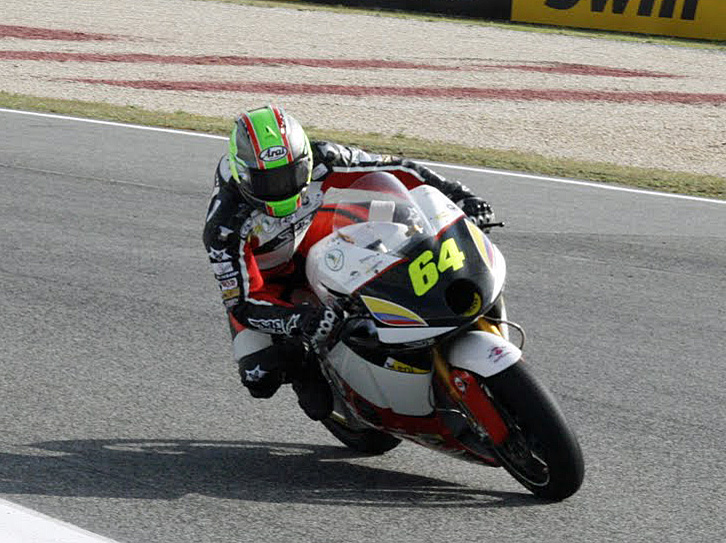
Santiago Hernández en la moto FTR M211

## Fabricante de chasis de motocicleta
El FTR Moto fue lanzada en 2009. La compañía construyó un chasis para la primera temporada de la recién establecida categoría de Moto2 en Magnífico Prix la motocicleta que corre. La primera victoria del fabricante la consiguió Karel Abraham en Gran Premio de la Comunidad Valenciana de 2010. En temporada 2012 se introdujo también en la nueva categoría de Moto3 y en la catgegoría reina, MotoGP, como fabricante. En 2012 Qatar Magnífico Prix Maverick Viñales ganó por primera vez en Moto3 con una Honda-powered FTR chasis, mientras en MotoGP la compañía siguió la Claiming Rule_Teams Claiming Rule Teams y suministró su chasis al Honda de Gresini Racing y a la Kawasaki BQR de Avintia Racing (también llamada BQR-FTR).

## Desaparición
En 2012 la compañía se vendió por 400,000 libras a las Heads of the Valleys Development Company, un empresario privado con la intención de establecerse en un nuevo circuito, provisionalmente llamado como el Circuito de Gales.
El negocio declaró pérdidas sustanciales cada año desde su compra en 2012 y dejó de producir componentes. Motorcycle News informó en 2016 que los nuevos dueños habían transferido la producción a Gales, y había previsto una motocicleta de fabricación británica, con un piloto británico, compitiendo en una nueva pista británica.
A finales de 2016 la insolvencia empresarial crecieron por encima de las 500,000 libras.
A partir de junio de 2017, los administradores Lucas Johnson habían dado instrucciones a un comercializador para que pusiera en venta los activos de propiedad intelectual de FTR, incluyendo los "Derechos de buena voluntad en la marca FTR Moto" y los "Derechos en la marca registrada y marcas no registradas".